# رعاية اجتماعية

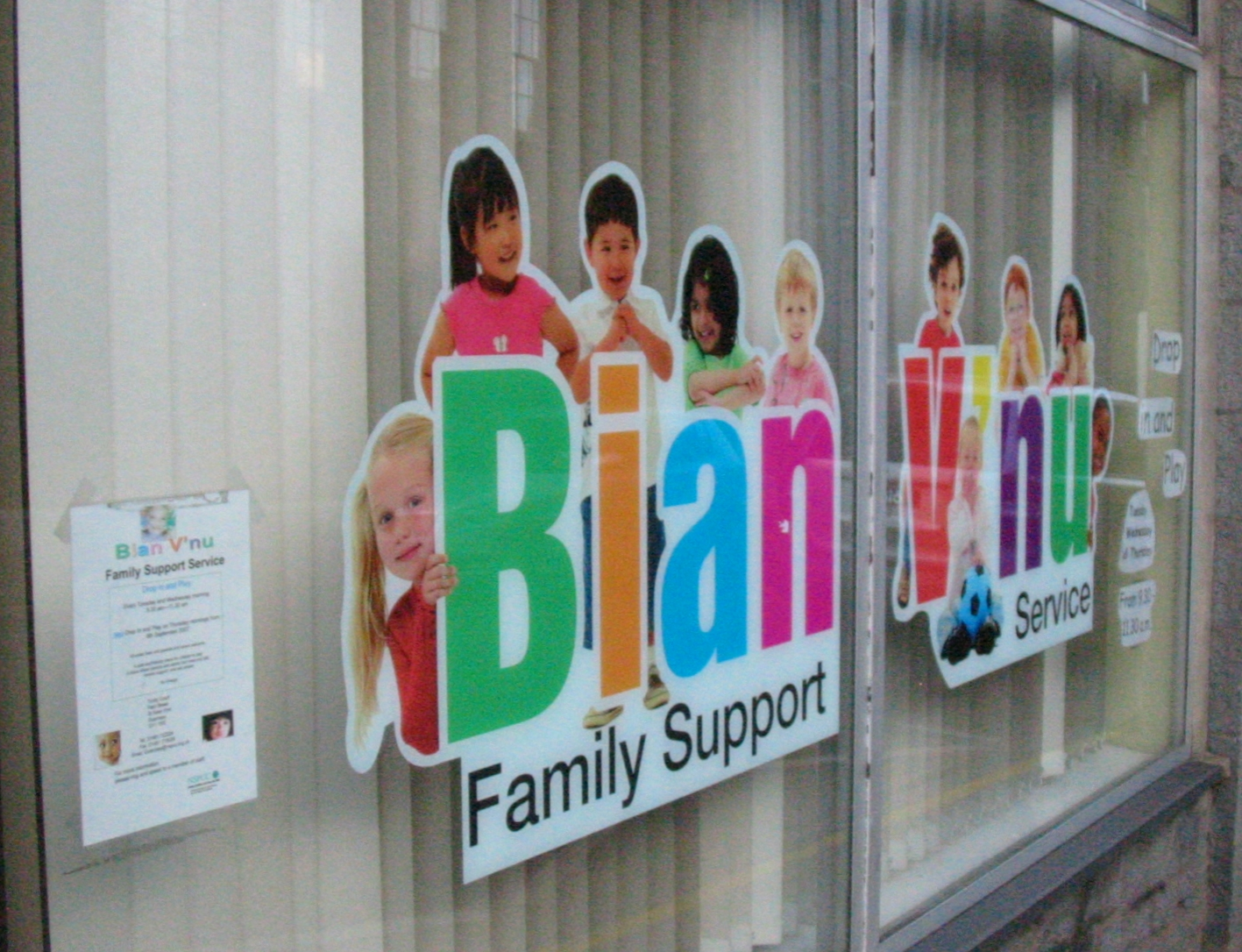

الرعاية الاجتماعية هي ابسط نظم الرفاهية الاجتماعية (بالإنجليزية: Welfare)‏ المتبعة في اغلب دول العالم المتقدم. يقوم نظام الرفاهية الاجتماعية إلى توفير حد مقبول من الرفاه والدعم الاجتماعي لجميع المواطنين. يعتمد هذا النظام على مبدأ صرف رواتب وتوفير سكن للعاطلين عن العمل وللمتقاعدين والعاجزين. يتم تمويل وإدارة الرعاية من قبل الحكومة إلى حد كبير باعتماد مبدأ تشغيل جميع أفراد المجتمع وتحويلهم إلى منتجين بدلا من مستهلكين. حيث يشمل ذلك تشغيل كل الرجال والنساء على السواء ممن يبلغون سن الثامنة عشر في أي عمل متوفر حتى وإن لم يوافق تخصصاتهم أو ميولهم. من بعد ذلك يتم إفساح المجال للعاملين لتغيير أعمالهم بما يتوافق مع دراستهم أو رغباتهم وحسب توافر الفرص والكفائة. بهذا الاسلوب يتم تعظيم حجم القوة البشرية العاملة في البلد فتكون كافية لدعم وتوفير العيش للشريحة الصغيرة العاطلة المتبقية في المجتمع. تدعم الجمعيات الخيرية والجماعات الاجتماعية غير الرسمية، والجماعات الدينية، والمنظمات الدولية هذه المنظومة لما لها من دور في تقليل الإحباط والعنف لدى الشباب ومن ثم الحصول على مجتمع ناجح. تتوسع الدول المتقدمة في هذا المفهوم لتشمل خدمات الرعاية الصحية الشاملة والتأمين ضد البطالة. لكن نجاح هذه المنظومة الاجتماعية يتطلب انفتاح الدولة وتعدد مصادر الدخل القومي والشفافية المالية التي تضمن حسن إدارة الثروات ومنع السرقات والهدر.

## أشكالها
يمكن أن تتخذ الرعاية الاجتماعية أشكالًا متنوعة، مثل المدفوعات النقدية والدعم الحكومي والقسائم أو المساعدة الإسكانية. تختلف أنظمة الرعاية الاجتماعية من بلد إلى آخر، ولكن عادة ما تتوفر الرعاية الاجتماعية للأفراد العاطلين عن العمل، والذين يعانون من مرض أو إعاقة، والمسنين، وذوي الأطفال المعالين، والمحاربين القدماء.

## الدعم والتمويل
توفر الرعاية الاجتماعية من قبل الحكومات أو وكالاتها، أو بواسطة منظمات خاصة أو من الاثنين معًا. عادة ما يأتي تمويل الرعاية الاجتماعية من إيرادات الحكومة العامة، ولكن يمكن استخدام التبرعات بالنسبة للجمعيات الخيرية أو المنظمات غير الحكومية. تدير بعض الدول برامج رعاية تحويلات مشروطة حيث يكون الدفع مشروطًا بسلوك المستلمين.

## أنظمة الرعاية الاجتماعية

### أستراليا
كانت المساعدات الخيرية من المجتمعات وأحيانًا المساهمات المالية من السلطات هي الوسيلة الأساسية لتخفيف العبء عن الأشخاص غير القادرين على إعالة أنفسهم قبل عام 1900 في أستراليا. أدى الركود الاقتصادي في التسعينيات من القرن الماضي وصعود الأحزاب والنقابات العمالية خلال هذه الفترة إلى بدأ حركة لإصلاح نظام الرعاية الاجتماعية.
سنّت ولايتي نيو ساوث ويلز وفيكتوريا في عام 1900 تشريعات تقضي بإدخال معاشات تقاعدية بدون اشتراكات لمن هم في سن 65 وما فوق. قامت كوينز لاند بتشريع نظام مماثل في عام 1907 قبل أن تقدّم حكومة الكومنولث العمالية الأسترالية برئاسة أندرو فيشر معاشًا وطنيًا بموجب قانون المعاشات التقاعدية لكبار السن والمرضى عام 1908. بدأ دفع معاش المرضى العاجزين في عام 1910، وقُدِّم بدل الأمومة الوطني في عام 1912.
أنشأت أستراليا في ظل حكومة عمالية خلال الحرب العالمية الثانية دولة الرفاهية من خلال سن قوانين وطنية: منحة الأطفال في عام 1941 (حل مكان قانون نيو ساوث ويلز لعام 1927)، معاش الأرامل في عام 1942 (حل مكان قانون نيو ساوث ويلز 1926)، تخفيض مهام الزوجة في عام 1943، بدلات إضافية لأطفال المتقاعدين في عام 1943، والبطالة والمرض والمزايا الخاصة في عام 1945 (حل مكان قانون كوينز لاند 1923).

### كندا
تعتبر كندا دولة رفاهية على التقاليد الأوروبية. ومع ذلك لا يشار للقوانين باسم الرفاهية إنما تسمى البرامج الاجتماعية. يشير مصطلح الرفاهية عادةً في كندا إلى المدفوعات المباشرة للأفراد الفقراء (كما في الاستخدام الأمريكي) وليس إلى الإنفاق على الرعاية الصحية والتعليم (كما في الاستخدام الأوروبي).
تغطي شبكة الأمان الاجتماعي الكندية مجموعة واسعة من البرامج. تمتلك كندا مجموعة كبيرة من مدفوعات التحويلات الحكومية للأفراد بلغ مجموعها 145 مليار دولار في عام 2006. يتضمن ذلك المبلغ فقط نفقات البرامج الاجتماعية التي توجه الأموال إلى الأفراد، أمّا برامج الرعاية الصحية والتعليم العام فهي تكاليف إضافية.
قُدمت معظم الخدمات الاجتماعية بشكل عام قبل الكساد العظيم من قبل الجمعيات الخيرية الدينية وغيرها من الجمعيات الخاصة. شهدت سياسة الحكومة المتغيرة بين الثلاثينيات والستينيات ظهور دولة الرفاهية على غرار العديد من دول أوروبا الغربية. لا تزال معظم برامج تلك الفترة قيد الاستخدام، على الرغم من تقليص العديد منها خلال التسعينيات حيث تحولت أولويات الحكومة نحو تخفيض الديون والعجز.

### الدنمارك
تجري رعاية الرفاهية الدنماركية من قبل الدولة من خلال سلسلة من السياسات التي تسعى إلى توفير خدمات الرعاية للمواطنين. يشمل ذلك المزايا الاجتماعية والتعليم الممول من الضرائب ورعاية الأطفال العامة والرعاية الطبية. لا تقدم الدولة بعض هذه الخدمات مباشرةً لكنها تُدار من قبل البلديات أو المناطق أو شخصيات خاصة بالاستعانة بمصادر خارجية. يسبب ذلك توترًا بين الدولة والبلديات في بعض الأحيان، حيث لا يوجد توافق دائم بين وعود الرعاية الاجتماعية التي تقدمها الدولة (البرلمان) والتصور المحلي حول تكلفة تنفيذ هذه الوعود.

### فرنسا
إنَّ التضامن الاجتماعي هو القيمة القوية لنظام الحماية الاجتماعية الفرنسي. تصف المادة الأولى من قانون الضمان الاجتماعي الفرنسي مبدأ التضامن.